# Johanna-Friesen-Schule
Die Johanna-Friesen-Schule in Hannover, früher auch Freischule III und später Bürgerschule 29/30 sowie Bürgerschule 26 und Friesenschule genannt, ist eine im 19. Jahrhundert gegründete koedukative Grundschule. Standort der nach der Wohltäterin Johanna Friesen benannten Bildungseinrichtung ist die Friesenstraße 26 im hannoverschen Stadtteil Oststadt.

## Geschichte
In Folge der durch die Industrialisierung rasch anwachsenden Bevölkerung Hannovers in der Gründerzeit des Deutschen Kaiserreiches errichtete der Architekt Oskar Wilsdorff von 1882 bis 1883 eine Bürgerschule, die im Adreßbuch, Stadt- und Geschäftshandbuch der Königlichen Residenzstadt Hannover und der Stadt Linden erstmals in der 1883 in der noch vielfach unbebauten Gegend „Aeußeres Stadtgebiet“ unter der „Verlängerte Friesenstraße 3“ im Eigentum des Magistrats der Stadt Hannover fand. An das städtische Schulgebäude, das anfangs als „Freischule III“ geführt und im Parterre vom Schulvogt Westenhoff bewohnt wurde, schloss sich im Jahr 1885 unter der Adresse „Verlängerte Friesenstraße 4“ eine von den beiden Diakonissen Brauns und Hagen und der Gehilfin Heimberg bewohnte Warteschule und nach einem noch unbebauten Grundstück das Gemeindehaus der Dreifaltigkeitskirche an, in der der Pastor Theodor Gelpke wohnte, der erst im April 1885 von der Eichstraße 14 hierher umgezogen war.
Anfang des 20. Jahrhunderts war die Bürgerschule unter der Adresse Friesenstraße 26 als Bürgerschule 29/30 geführt und ihre Gestehungskosten in Höhe von 123.617 festgehalten worden. Es herrschte noch eine strikte Geschlechtertrennung nach Jungen und Mädchen.
Zur Zeit der Weimarer Republik wurde ab Ostern 1926 in der Bürgerschule in der Friesenstraße erstmals auch im Sinne der Waldorfpädagogik in Hannover unterrichtet: Mathilde Hoyer begann dort seinerzeit mit einer Versuchsklasse 52 Erstklässlern, bevor Hannovers erste Freie Waldorfschule im Jahr 1932 in die Garvens-Villa am Georgengarten in die Jägerstraße 7 A fortzog.
Ebenfalls noch im Jahr vor der Machtergreifung durch die Zeit des Nationalsozialismus diente die Bürgerschule 26 für den Wahlbezirk 122 als Wahllokal.
Während der Luftangriffe auf Hannover im Zweiten Weltkrieg wurde das Schulgebäude in der Friesenstraße im Jahr 1943 durch Fliegerbomben zerstört. Die Schüler mussten anschließend in den beiden Volksschulen in der Edenstraße und in der Kollenrodtstraße untergebracht werden, bevor nach weiteren schweren Luftangriffen im Oktober 1943 viele Kinder aus der Stadt evakuiert wurden.
Erst in der Nachkriegszeit konnten ab Ostern 1950 Schüler aus dem Einzugsgebiet der Friesenstraße erstmals wieder in der Nähe der alten Schule unterrichtet werden, nachdem in der Rumannstraße einige Räume zu Klassenzimmern hergerichtet worden waren.
Erst im Sommer 1951 begann die Schutt- und Trümmerräumung der zerstörten Schule in der Friesenstraße, bevor ab Oktober 1951 ein Neubau des Schulgebäudes auf dem gleichen Gelände entstehen konnte. Nach der Einweihungsfeier am 17. April 1952 konnten rund 1000 Schüler aufgeteilt auf zwei Schichten ihren Unterricht erhalten, allerdings noch ohne Turnhalle, die erst 1954 fertiggestellt werden konnte.
Mehrere Jahrzehnte war der Name Friesenschule die Bezeichnung der Grundschule, die am 22. Februar 1995 in „Johanna-Friesen-Schule“ umbenannt wurde.